# Armando Savini
Pour les articles homonymes, voir Savini.
Armando Savini, né le 29 octobre 1946 à Dovadola, est un chanteur italien.

## Biographie
Armando Savini naît en 1946 à Dovadola.

## Discographie partielle
- 1966 : Non dite a mia madre / Do Wah Diddy Diddy (Polydor, NH 54817)
- 1966 : Magica visione / Caro nome (Polydor NH 54829)
- 1966 : La notte no / Son Così (Polydor    NH 54833)
- 1967 : Ragazzo della mia età / Giorno e Notte (Philips PF 363715)
- 1967 : Uno fra tanti / Guardo il mondo (Philips PF 363720)
- 1967 : Il re della speranza / Pierrot (Philips PF 363724)
- 1968 : Stasera si / La strada nel bosco (Philips PF 363730)
- 1968 : Perché mi hai fatto innamorare / Bussa il vento (R.T.Club (it), RT 1555)
- 1968 : Lacrime e pioggia / Stop (Philips, 363 729 PF)
- 1969 : Non c'è che lei / Usciamo di qui (Philips, 363 736 PF)
- 1969 : Balla, balla ballerina / Ciao, ricordati di me (Philips, 363 739 PF)
- 1970 : Buttala a mare / Serenata d'amore (Philips, 6025010)